# Japan Actuel's Football Club
Maillots
Japan Actuel's Football Club est un club malgache de football, basé à Antsirabe.

## Repères historiques
Le club remporte son premier titre de champion de Madagascar en 2011, un an après avoir atteint la finale de la Coupe nationale, soit seulement cinq ans après la fondation du club. Ce titre de champion lui ouvre pour la première fois les portes d'une compétition continentale, la Ligue des champions. Son parcours s'arrête dès le premier tour, avec une élimination contre les Zambiens de Power Dynamos (1-5, 0-3).

## Palmarès
- Championnat de Madagascar (1)
  - Champion : 2011

- Coupe de Madagascar (1)
  - Finaliste : 2010